# Calotomus zonarchus
Calotomus zonarchus är en fiskart som först beskrevs av Jenkins, 1903.  Calotomus zonarchus ingår i släktet Calotomus och familjen Scaridae. IUCN kategoriserar arten globalt som livskraftig. Inga underarter finns listade.